# Вахтанг (Ахвледиани)
Митрополи́т Вахта́нг (груз. მიტროპოლიტი ვახტანგი, в миру Ба́дри Рубе́нович Ахвледиа́ни, груз. ბადრი რუბენის ძე ახვლედიანი; 25 октября 1953, деревня Ласуриаши, Цагерский район, Грузинская ССР) — епископ Грузинской православной церкви, титулярный митрополит Цуртавский.

## Биография
После демобилизации решил поступать в Тбилисский государственный медицинский институт, но затем изменил решение и в 1975 году поступил в Мцхетскую духовную семинарию.
2 января 1977 года был рукоположён в сан диакона. 18 апреля 1978 года был рукоположён в сан священника.
1 августа 1982 года пострижен в монашество с именем Вахтанг в честь благоверного царя Вахтанга Горгасали и возведён в сан архимандрита.

## Архиерейство
2 августа 1982 года католикосом-патриархом Илиёй II в сослужении членов Священного Синода Грузинской православной церкви хиротонисан во епископа Агаракско-Цалского.
20 июля 1984 года переведён на Чкондидскую епархию.
14 октября 1988 года назначен епископом Урбнисским
25 декабря 1992 года был возведён в сан архиепископа.
С 5 апреля 1995 года — архиепископ Самтависский и Горийский.
12 октября 2001 года был назначен управляющим Сагареджо-Гурджаанийской епархии.
17 августа 2002 года переведён на Маргветскую и Убисскую епархию.
25 декабря 2007 был награждён орденом Святого Георгия.
26 апреля 2009 года был возведён в сан митрополита.
11 октября 2013 года, согласно своему прошению, был освобожден от управления епархией и направлен в Швецию, для сплочения и окормления тамошней грузинской паствы, в качестве титулярного митрополита Цуртавского.